# The New Adventures of Tarzan
The New Adventures of Tarzan é um seriado norte-americano de 1935, em 12 episódios, do gênero aventura, dirigido por Edward A. Kull e estrelado por Herman Brix e Ula Holt.
Foi lançado também em formato longa metragem, com 59 minutos, sob o mesmo título, e em 1938, foi produzida, pela própria Burroughs-Tarzan Enterprises, uma versão editada em forma de longa metragem do seriado, sob o título Tarzan and the Green Goddess.

## A produção
Motivado pelos milhões que a MGM estava auferindo com seus dois primeiros Tarzans (Tarzan the Ape Man e Tarzan and His Mate), Edgar Rice Burroughs aceitou criar uma empresa para produzir os filmes do Rei das Selvas. Além de Burroughs, a Burroughs-Tarzan Enterprises Inc. tinha outros três sócios, quais sejam George W. Stout, Ben S. Cohen e Ashton Dearholt, que fora ator nos tempos do cinema mudo.
O primeiro projeto da nova produtora foi baseado em um rascunho intitulado Tarzan and the Green Goddess. Burroughs escolheu o medalhista olímpico Herman Brix para interpretar o herói e esperava que finalmente sua criação fosse mostrada nas telas do jeito que ele idealizara. As filmagens tiveram lugar na Guatemala, a partir do final de 1934, e duraram quatro meses.
Durante a produção, Burroughs divorciou-se da esposa Emma e casou-se com Florence Gilbert, recém-divorciada de Ashton Dearholt. Como precisava de dinheiro e desconfiasse que sua companhia não teria o sucesso esperado, ele assinou novo contrato de cessão de direitos com a MGM. Tudo isso acontecia enquanto seus sócios anunciavam novos filmes, baseados nos romances The Mad King e Tarzan, Lord of the Jungle. Nada disso jamais se concretizou.

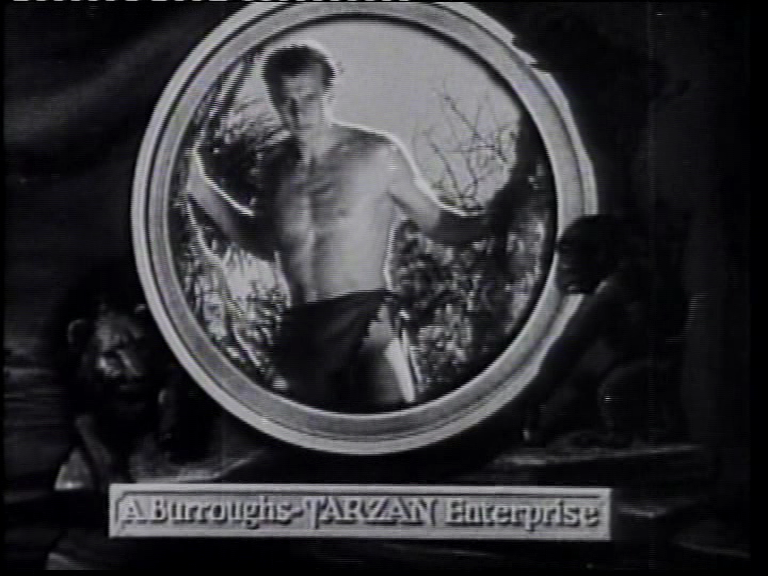
Herman Brix como Tarzan.

Pela primeira vez, desde a era muda até à década de 1960, Tarzan foi mostrado nas telas exatamente como imaginado por Burroughs—culto, de boas maneiras, fala mansa, enfim, um bem-educado lord inglês falante de várias línguas—e que não soltava grunhidos. A MGM ficou incomodada, pois o Tarzan dela, feito por Johnny Weissmuller era bem o contrário de tudo isso. Assim, quando de seu lançamento em 21 de junho de 1935, o filme sofreu com o boicote levado a cabo pelo estúdio, que conseguiu fazer com que ele ficasse fora de praticamente toda grande casa exibidora.
The New Adventures of Tarzan foi lançado em vários formatos. Além do seriado com doze episódios, ele podia ser encontrado como um longa-metragem com 75 minutos de duração ou, ainda, como um longa-metragem de 70 minutos seguida de onze episódios. Em 1938, ele foi editado mais uma vez, sendo apresentado como um longa-metragem com 72 minutos, montado a partir dos dez últimos episódios do seriado. Ademais, nessa versão, o título foi alterado para Tarzan and the Green Goddess (o original, que não sobreviveu), foram acrescentadas algumas cenas de arquivo e o enredo variou levemente, sem prejudicar a essência. A partir de 1940, o nome de Brix substituído por Bruce Bennett, que era o que ele passou a usar desde o ano anterior, justamente para afastar-se da figura de Tarzan, com o qual era sempre associado.
Apesar da MGM ter conseguido confinar a produção às pequenas cadeias exibidoras nos EUA, ela nada pôde fazer quanto a seu sucesso no mercado estrangeiro, onde ela não exercia nenhum controle. De fato, a película tornou-se um clássico, graças à sua fidelidade à obra escrita e teve exibições praticamente contínuas no mundo inteiro, até sua venda para a televisão em 1961.

## Sinopse

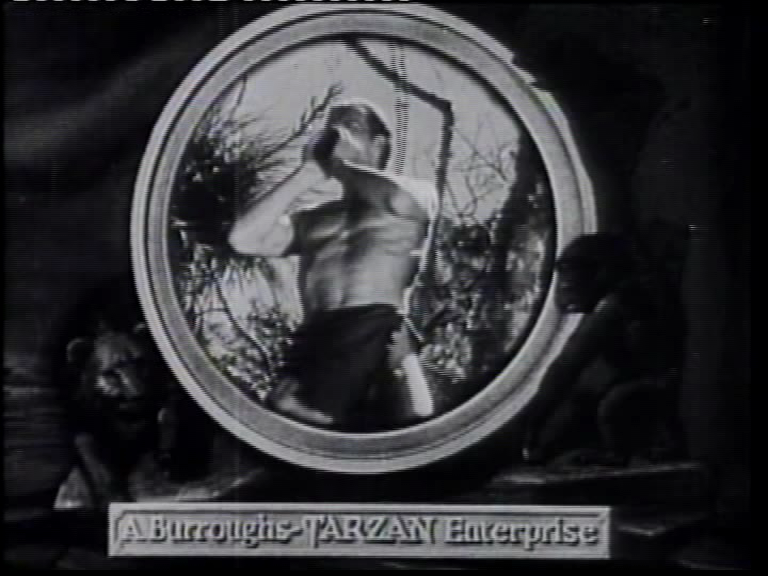
Herman Brix executando o famoso grito da vitória de Tarzan.

O Homem Macaco deixa a África para ver se encontra o amigo Paul D'Arnot, que está perdido na Guatemala. Durante a viagem, o Major Martling e sua filha Alice pedem sua ajuda. Eles procuram joias nas ruínas maias e também um ídolo sagrado que contém uma fórmula secreta para um poderoso explosivo. Em uma cidade perdida, eles descobrem tanto o ídolo quanto D'Arnot, que estava prisioneiro. Depois de resgatar ambos, eles são perseguidos por Raglan, um explorador ambicioso e sem escrúpulos, que deseja a estatueta. Raglan está a serviço de Hiram Powers, advogado da misteriosa Ula Vale, cujo noivo falecera enquanto procurava o mesmo ídolo. Ula monta sua própria expedição, mas ela não é quem aparenta ser.

## Recepção crítica
Para o Variety, "Herman Brix (...)  está bem como Tarzan, mas mesmo seus dedicados esforços são insuficientes para tirar a produção do lamaçal dos filmes sem importância destinados às sessões duplas". O Film Daily foi na mesma direção: "A fita tem bobagens suficientes para torná-la aceitável nos subúrbios". Todavia, a honestidade dessas críticas é duvidosa, devido à grande influência que a MGM exercia na mídia da época. O Motion Picture Heral parece ter uma opinião mais confiável: "Espetacular e autêntico, rodado na Guatemala, o filme tem um valor comercial que não pode ser ignorado".
A crítica moderna também se ocupa da produção. Segundo Leonard Maltin, apesar de feito em locações naturais, o filme não representa nenhuma ameaça à MGM ou a Weissmuller. Por sua vez, o site AllMovie.com. diz que o elenco é horrível, com exceção de Brix, mas elogia as cenas de ação.

## Episódios
| Episódio | Título                       |
| -------- | ---------------------------- |
| 1        | The New Adventures of Tarzan |
| 2        | Crossed Trails               |
| 3        | The Devil's Noose            |
| 4        | River Perils                 |
| 5        | Unseen Hands                 |
| 6        | Fatal Fangs                  |
| 7        | Flaming Waters               |
| 8        | Angry Gods                   |
| 9        | Doom's Brink                 |
| 10       | Secret Signals               |
| 11       | Death's Fireworks            |
| 12       | Operator Number 17           |

## Elenco
| Ator/Atriz        | Personagem                                          |
| ----------------- | --------------------------------------------------- |
| Herman Brix       | Tarzan                                              |
| Ula Holt          | Ula Vale                                            |
| Ashton Dearholt   | Raglan                                              |
| Frank Baker       | Major Martling                                      |
| Lewis Sargent     | George                                              |
| Harry Ernest      | Hamilton                                            |
| Dale Walsh        | Alice Martling                                      |
| Merrill McCormick | Bouchart                                            |
| Jack Mower        | Amigo de Ula [Cap. 1] / Capt. Simon Blade [Cap. 11] |